# Dyskografia Bushido
Dyskografia niemieckiego rapera Bushido zawiera siedem studyjnych nagrań, siedem kompilacji, trzy wspólne albumy oraz listę singli.

## Albumy studyjne
| Rok  | Tytuł                                | Pozycja | Pozycja | Pozycja | Sprzedaż                                | Certyfikacja                                         |
| Rok  | Tytuł                                | GER     | AUT     | SWI     | Sprzedaż                                | Certyfikacja                                         |
| ---- | ------------------------------------ | ------- | ------- | ------- | --------------------------------------- | ---------------------------------------------------- |
| 2003 | Vom Bordstein bis zur Skyline        | 88      |         |         |                                         |                                                      |
| 2004 | Electro Ghetto                       | 6       | 63      | 81      | - Niemcy: 100 tys.+                     | - Niemcy: Złoto                                      |
| 2005 | Staatsfeind Nr. 1                    | 4       | 13      | 32      | - Niemcy: 100 tys.+                     | - Niemcy: Złoto                                      |
| 2006 | Von der Skyline zum Bordstein zurück | 2       | 2       | 15      | - Niemcy: 200 tys.+ - Austria:10 tys.+  | - Niemcy: Platyna - Austria: Złoto                   |
| 2007 | 7                                    | 1       | 2       | 2       | - Niemcy: 200 tys.+ - Austria: 20 tys.+ | - Niemcy: Platyna - Austria: Platyna                 |
| 2008 | Heavy Metal Payback                  | 1       | 2       | 2       | - Niemcy: 100 tys.+ - Austria:10 tys.+  | - Niemcy: Złoto - Austria: Złoto                     |
| 2010 | Zeiten ändern dich                   | 2       | 1       | 3       | - Niemcy: 100 tys.+ - Austria:10 tys.+  | - Niemcy: Złoto - Austria: Złoto                     |
| 2011 | Jenseits von Gut und Böse            | 1       | 1       | 1       |                                         |                                                      |
| 2012 | AMYF                                 | 1       | 2       | 1       | - Niemcy: 100 tys.+                     | - Niemcy: Złoto                                      |
| 2014 | Sonny Black                          | 1       | 1       | 1       | - Niemcy: 100 tys.+ - Austria: 10 tys.+ | - Niemcy: Złoto - Austria: Złoto - Szwajcaria: Złoto |
| 2015 | Carlo Cokxxx Nutten 3                | 1       | 1       | 1       | - Niemcy: 100 tys.+ - Austria: 10 tys.+ | - Niemcy: Złoto - Austria: Złoto - Szwajcaria: Złoto |
| 2017 | Black Friday                         | 1       | 1       | 1       | - Niemcy: 100 tys.+                     | - Niemcy: Złoto                                      |
| 2018 | Mythos                               | 1       | 1       | 1       |                                         |                                                      |

## Kompilacje
| Rok  | Tytuł                                                     | Pozycja | Pozycja | Pozycja | Sprzedaż  | Certyfikacja    |
| Rok  | Tytuł                                                     | GER     | AUT     | SWI     | Sprzedaż  | Certyfikacja    |
| ---- | --------------------------------------------------------- | ------- | ------- | ------- | --------- | --------------- |
| 2002 | Aggro Ansage Nr. 1                                        |         |         |         |           |                 |
| 2002 | Aggro Ansage Nr. 2                                        |         |         |         |           |                 |
| 2003 | Aggro Ansage Nr. 3                                        |         |         |         |           |                 |
| 2006 | ersguterjunge Sampler Vol. 1 – Nemesis                    | 82      | 26      | 64      |           |                 |
| 2006 | ersguterjunge Sampler Vol. 2 – Vendetta                   | 7       | 20      | 84      | 100 tys.+ | - Niemcy: Złoto |
| 2007 | Das Beste                                                 | 26      | 30      | 69      |           |                 |
| 2007 | ersguterjunge Sampler Vol. 3 – Alles Gute kommt von unten | 8       | 15      |         |           |                 |

## Albumy koncertowe
| Rok  | Tytuł                         | Pozycja | Pozycja | Pozycja | Sprzedaż | Certyfikacja |
| Rok  | Tytuł                         | GER     | AUT     | SWI     | Sprzedaż | Certyfikacja |
| ---- | ----------------------------- | ------- | ------- | ------- | -------- | ------------ |
| 2006 | Deutschland, gib mir ein Mic! | 10      | 37      | 68      |          |              |
| 2008 | 7 Live                        | 3       | 37      | 76      |          |              |
| 2009 | Heavy Metal Payback Live      | 5       | 47      | –       |          |              |

## Występy gościnne
| Rok  | Tytuł                                  | Pozycja | Pozycja | Pozycja | Sprzedaż | IFPI Certyfikacja |
| Rok  | Tytuł                                  | GER     | AUT     | SWI     | Sprzedaż | IFPI Certyfikacja |
| ---- | -------------------------------------- | ------- | ------- | ------- | -------- | ----------------- |
| 2002 | Carlo, Cokxxx, Nutten (z Fler)         |         |         |         |          |                   |
| 2005 | Carlo Cokxxx Nutten II (z Baba Saad)   | 3       | 22      |         |          |                   |
| 2009 | Carlo, Cokxxx, Nutten 2 (z Fler)       | 3       | 5       | 9       |          |                   |
| 2010 | Berlins Most Wanted (z Fler) i Kay One | 2       | 3       | 3       |          |                   |
| 2011 | 23 (z Sido jako 23)                    | 3       | 3       | 1       |          |                   |

## Wydawnictwa podziemne
| Rok  | Informacje dodatkowe                    |
| ---- | --------------------------------------- |
| 1998 | 030 (z King Orgasmus & Vader) - Format: |
| 1999 | Demotape - Format: Demo                 |
| 2001 | King of KingZ - Format: Demo            |

## Single

### Solo
| Rok  | Tytuł                                             | Pozycja | Pozycja | Pozycja | Album                                   |
| Rok  | Tytuł                                             | GER     | AUT     | SWI     | Album                                   |
| ---- | ------------------------------------------------- | ------- | ------- | ------- | --------------------------------------- |
| 2003 | "Bei Nacht"                                       |         |         |         | Vom Bordstein bis zur Skyline           |
| 2003 | "Gemein wie 10                                    |         |         |         | Vom Bordstein bis zur Skyline           |
| 2004 | "Electro Ghetto"                                  | 31      |         |         | Electro Ghetto                          |
| 2004 | "Nie wieder"                                      | 53      |         |         | Electro Ghetto                          |
| 2005 | "Hoffnung stirbt zuletzt" (feat. Cassandra Steen) | 29      |         |         | Electro Ghetto                          |
| 2005 | "Nie ein Rapper" (z Baba Saad)                    | 24      |         |         | Carlo Cokxxx Nutten II                  |
| 2005 | "Endgegner"                                       | 13      | 48      |         | Staatsfeind Nr. 1                       |
| 2006 | "Augenblick"                                      | 17      | 42      |         | Staatsfeind Nr. 1                       |
| 2006 | "Von der Skyline zum Bordstein zurück"            | 14      | 34      |         | Von der Skyline zum Bordstein zurück    |
| 2006 | "Sonnenbank Flavour"                              | 15      | 25      |         | Von der Skyline zum Bordstein zurück    |
| 2006 | "Vendetta" (z Chakuza & Eko Fresh)                | 32      | 53      |         | ersguterjunge Sampler Vol. 2 – Vendetta |
| 2007 | "Janine"                                          | 23      | 35      |         | Von der Skyline zum Bordstein zurück    |
| 2007 | "Alles Verloren"                                  | 4       | 3       | 22      | 7                                       |
| 2007 | "Reich mir nicht deine Hand"                      | 23      | 28      |         | 7                                       |
| 2008 | "Ching Ching"                                     | 9       | 16      | 54      | Heavy Metal Payback                     |
| 2008 | "Für immer jung" (feat. Karel Gott)               | 5       | 15      | 70      | Heavy Metal Payback                     |
| 2009 | "Kennst du die Stars" (feat. Oliver Pocher)       | 44      |         |         | Heavy Metal Payback                     |
| 2009 | "Eine Chance"/"Zu Gangsta" (z Fler)               | 26      | 26      |         | Carlo, Cokxxx, Nutten 2                 |
| 2010 | "Alles wird gut"                                  | 10      | 12      | 20      | Zeiten ändern dich                      |
| 2010 | "Zeiten ändern dich"                              |         |         | 63      | Zeiten ändern dich                      |
| 2010 | "Fackeln im Wind" (feat. Kay One)                 | 6       | 52      |         |                                         |
| 2011 | "Vergiss Mich" (feat. J-Luv)                      | 19      | 26      | 34      | Jenseits von Gut und Böse               |
| 2011 | "Wie ein Löwe"                                    |         | 31      |         | Jenseits von Gut und Böse               |
| 2011 | "Das ist Business" (feat. Kay One)                |         | 60      |         | Jenseits von Gut und Böse               |
| 2011 | "Wärst du immer noch hier?"                       | 44      | 48      | 68      | Jenseits von Gut und Böse               |
| 2011 | "So mach ich es" (feat. Sido)                     | 23      | -       | -       | 23                                      |

### Współpraca
| Rok  | Tytuł                       | Artysta(ści)            | Pozycja | Pozycja | Pozycja | Album                   |
| Rok  | Tytuł                       | Artysta(ści)            | GER     | AUT     | SWI     | Album                   |
| ---- | --------------------------- | ----------------------- | ------- | ------- | ------- | ----------------------- |
| 2005 | "Worldwide                  | Strapt feat. Bushido    | 49      | –       | –       | Los Anarchy Chaosfornia |
| 2006 | "Gheddo"                    | Eko Fresh feat. Bushido | 15      | 40      |         | Hart(z) IV              |
| 2007 | "Eure Kinder"               | Chakuza feat. Bushido   | 25      | 51      |         | City Cobra              |
| 2007 | "Ring Frei"                 | Eko Fresh feat. Bushido | 64      |         |         | Ekaveli                 |
| 2008 | "Regen"                     | Saad feat. Bushido      | 67      |         |         | Saadcore                |
| 2008 | "Unter der Sonne"           | Chakuza feat. Bushido   | 38      | 54      |         | Unter der Sonne         |
| 2010 | "Das alles ist Deutschland" | Fler feat. Bushido      | 28      |         |         | Flersguterjunge         |

## Inne wydania
| Rok  | Tytuł                                   | Informacje                                                            | Format        |
| ---- | --------------------------------------- | --------------------------------------------------------------------- | ------------- |
| 2004 | Out for Fame (feat. Flipstar)           | - Nieoficjalne wydanie - Sample "Malina" Lacrimosa                    | Darmowy utwór |
| 2004 | Gegensätze ziehen sich an (z Eko Fresh) |                                                                       |               |
| 2004 | Mitten ins Gesicht                      | - Sample "Blinded by Science" Foreigner                               | Promo utwór   |
| 2005 | FLERräter (z Eko Fresh)                 | - Fler Diss - Podkłady muzyczne: "Heavy Metal Payback" Bushido & Fler | Darmowy utwór |
| 2006 | Kein Ausweg (z Chakuza & Bizzy Montana) | - Juice Exclusive                                                     | Juice-CD #63  |
| 2006 | H.E.N.GZT                               | - Bass Sultan Hengzt Diss                                             | Darmowy utwór |
| 2006 | 11. September                           |                                                                       | Darmowy utwór |
| 2007 | Geben und Nehmen (z Nyze & Chakuza)     | - Internet Exclusive                                                  | Teledysk      |
| 2008 | S.I.D.O. (z Kay One)                    | - Sido Diss                                                           | Darmowy utwór |